# Hoheslied
| Ketuvim (Schriften) des Tanach                                                                      |
| --------------------------------------------------------------------------------------------------- |
| Sifrei Emet (poetische Bücher)                                                                      |
| - סֵפֶר תְּהִלִּים – Buch der Psalmen - אִיּוֹב – Ijob - מִשְלֵי שְׁלֹמֹה – Sprüche Salomos                          |
| חמש מגילות – Megillot (Festrollen)                                                                  |
| - רוּת – Buch Rut - שִׁיר הַשִּׁירִים – Hoheslied - קֹהֶלֶת – Kohelet - אֵיכָה – Klagelieder - אֶסְתֵּר – Buch Ester |
| Übrige                                                                                              |
| - דָּנִיּאֵל – Daniel - עֶזְרָא – Esra (einschließlich Nehemia) - דִּבְרֵי הַיָּמִים – Chronik (1–2 Chr)            |

| Lehr- bzw. Weisheitsbücher des Alten Testaments |
| --- |
| - Ijob (Hiob, Job) - Buch der Psalmen - Buch der Sprichwörter (Sprüche) - Kohelet (Prediger) - Hoheslied - Buch der Weisheit (katholisch und griech.-orthodox) - Jesus Sirach (Ecclesiasticus) (katholisch und griech.-orthodox) - Gebet des Manasse (griech.-orthodox) Namen nach dem ÖVBE. Pseudepigraphen der Septuaginta sind kursiv gesetzt. |

Als Hoheslied (auch: Hohelied Salomos, seltener: Hohes Lied, abgekürzt Hld) bezeichnet man ein Buch des Alten Testaments bzw. des Tanachs, wo es zu den fünf Megillot zählt. Es handelt sich um eine Sammlung von zärtlichen, teilweise explizit erotischen Liebesliedern, in denen das Suchen und Finden, das Sehnen und gegenseitige Lobpreisen zweier Liebender geschildert wird.

## Bezeichnung
Der Buchtitel lautet hebräisch שִׁיר הַשִּׁירִים Šīr ha-Šīrīm. Er bedeutet wörtlich „Das Lied der Lieder“ und drückt den hebräischen Superlativ aus (sinngemäß: „Das schönste aller Lieder“). Dem entspricht auch weitgehend der Titel in der griechischen Septuaginta altgriechisch Ἄσμα Ἀσμάτων Ásma Asmátōn und in der lateinischen Vulgata Canticum Canticorum.
Die Bezeichnung „Hoheslied“ geht auf die Bibelübersetzung Martin Luthers zurück, der das Buch „Das Hohelied Salomonis“ nannte.
Im Deutschen werden heute geringfügig unterschiedliche Schreibweisen verwendet. In der Fachliteratur und im religiösen christlichen Sprachgebrauch herrscht die Schreibweise „Hoheslied“ vor (seltener „Hohes Lied“). Der Duden empfiehlt hingegen die Form „Hohelied“ ohne Flexion des Adjektivs (also z. B. „des Hoheliedes“). In der Fachsprache wird der Begriff überwiegend in beiden Wortbestandteilen gebeugt (also „des Hohenliedes“).

## Textgestalt
Konsens herrscht mittlerweile hinsichtlich des Befundes, dass es sich bei dem Hohenlied um eine Sammlung ursprünglich selbstständiger Liebeslieder handelt. Umstritten ist, ob die Lieder nach einem übergreifenden Konzept angeordnet wurden. Dabei lassen sich grundsätzlich drei Auffassungen unterscheiden: Eine deutet das Hohelied als eine fortschreitende Geschichte (u. a. André Robert, 1963), eine zweite liest es als Drama (u. a. Origenes, 244; Christoph Uehlinger, 2001), während eine dritte es als eher lose Zusammenstellung betrachtet (u. a. Keel, 1992; Zakovitch, 2004). Die Deutung des Hohenliedes als lockere Zusammenstellung kann als common sense betrachtet werden, wobei die Verwendung einiger refrainartiger Elemente (z. B. Beschwörung der Töchter Jerusalems: 2,7; 3,5; 8,4; Zusammengehörigkeitsformel: 2,16; 6,3; 7,11) und wiederkehrende Motive (z. B. das Garten-Motiv: 4,12.15.16; 5,1; 6,2.11; 8,13) der Sammlung einen gewissen strukturellen Zusammenhang verschaffen.
Im Hohenlied treten wechselweise ein Mann, eine Frau und eine Art Chor als Sprecher auf. Der Mann wurde traditionell oft mit Salomo identifiziert (die Zuschreibung im Gedicht ist unklar; dort, wo der Name „Salomo“ fällt, muss dies nicht der männliche Sprecher sein); mitunter wurde auch ein Liebesdrama zwischen drei Personen (Frau, einem einfachen Hirten und König Salomo als dessen Nebenbuhler) angenommen. Der Name der Frau wurde aufgrund der Nennung in Kapitel 7 (Hld 7,1 ) meist mit Sulamith wiedergegeben. Dabei ist jedoch zu beachten, dass dem Sammlungscharakter des Hohenlieds entsprechend hier ursprünglich unterschiedliche Frauen- und Männerfiguren gesprochen und gehandelt haben.
Seit dem Mittelalter wird das Hohelied in acht Kapitel unterteilt.

## Datierung
Die Entstehungszeit des Hohenliedes ist stark umstritten. Die Nennung Salomos zu Beginn des Hohenliedes wird allgemein nicht als ausreichendes Indiz für eine Urheberschaft Salomos gedeutet. Dennoch schließen einige Theologen eine (Teil-)Urheberschaft Salomos nicht aus oder ordnen die Entstehung des Hohenliedes zumindest dem salomonischen Umfeld zu. Ein Argument für das mögliche hohe Alter der Dichtung ist seine Nähe zu ägyptischer Lyrik des Neuen Reichs.
Andererseits werden aramaisierende Sprachformen, ein persisches Lehnwort (pardes; Park in Hld 4,13) sowie verschiedene Bezeichnungen für exotische Würz- und Duftstoffe angeführt, die darauf hindeuten, dass das Hohelied seine abschließende Form erst nach 500 v. Chr. erhalten hat.
Parallelen zur griechischen Poesie und diverse griechische Bräuche (z. B. königliche Prachtsänfte in Hld 3,9 – 10; Bräutigamsbekränzung in Hld 3,11) im Hohenlied weisen wiederum auf die hellenistische Periode, d. h. das 3. Jahrhundert v. Chr, hin.
Die erhaltenen Textzeugen aus den Höhlen von Qumran zeigen zudem Varianten im Textbestand, was darauf hinweist, dass dieser im 2. Jahrhundert v. Chr. noch nicht endgültig feststand.
Der Religionsphilosoph Carl Gebhardt hat sich 1930 in Übersetzung und Kommentaren mit Datierung und Deutung befasst. Ungeachtet älterer anzunehmender Urideen und Textteile datiert er das Werk in die Zeit des Hellenismus (300 v. Chr.). Er stellte die Motivübereinstimmungen mit der amöbäischen Dichtung Theokrits dar, nachdem bereits den Humanisten des 17. und 18. Jahrhunderts aufgefallen war, dass sich hier Parallelen zur griechischen Dichtung finden. Darauf haben auch Hugo Grotius und Johann Theophil Lessing, ein Bruder von Gotthold Ephraim Lessing, bereits hingewiesen.

## Religionsgeschichtliche Einordnung
Eine kultisch-mythologische Theorie betont die Übereinstimmungen mit sumerischen und akkadischen Texten über die heilige Hochzeit, insbesondere die Verbindung von Dumuzi bzw. Tammuz und der Göttin Inanna/Ištar. Gegen diese Theorie wird angeführt, dass sich das Alte Testament ansonsten deutlich gegen kanaanitische Fruchtbarkeitskulte wendet.

## Inhalt

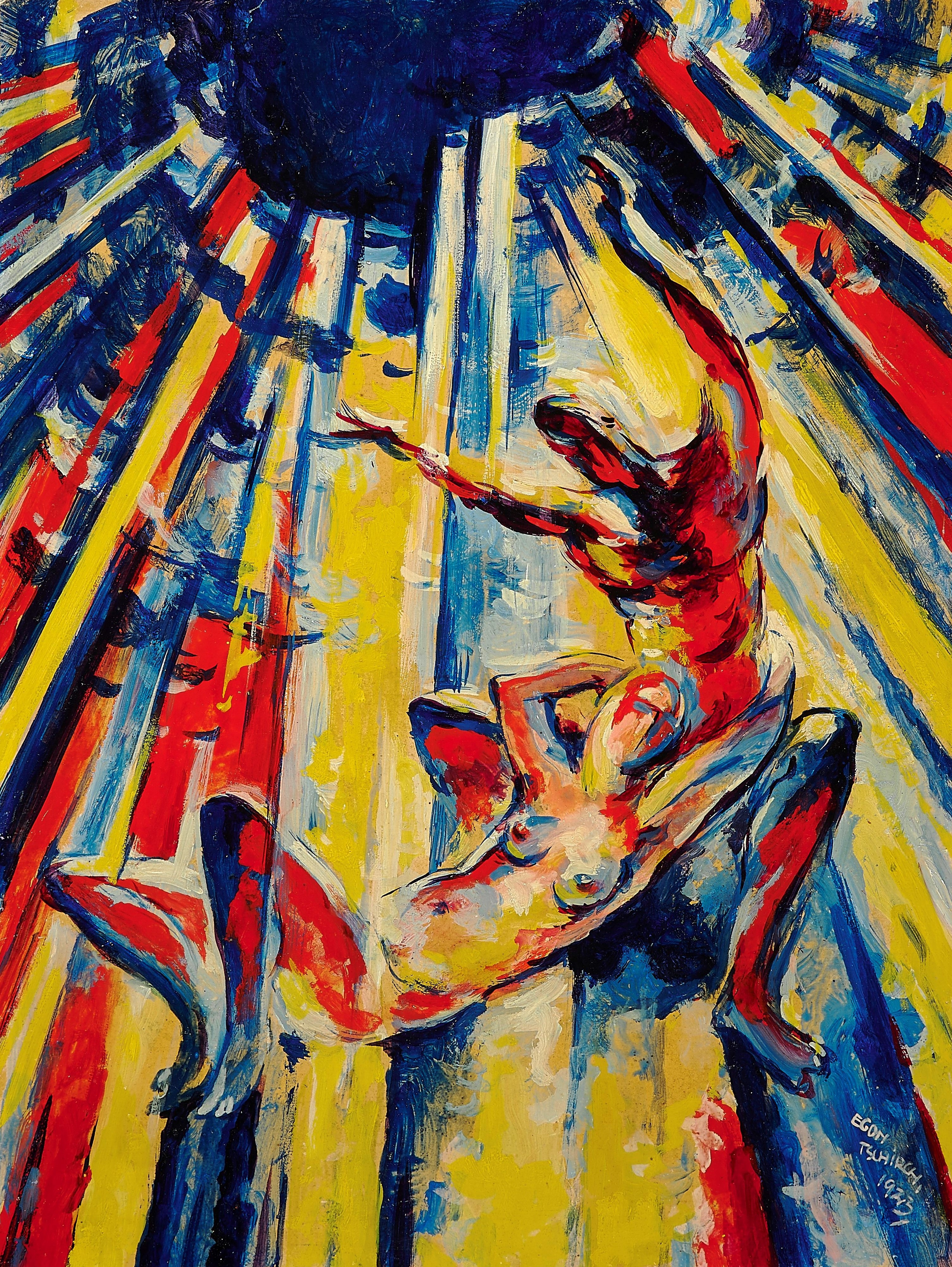
Egon Tschirch: Das Hohelied Salomos (Bilderzyklus 1923)

Das Hohelied hat sehnsuchtsvolle bis schwärmerische Äußerungen über die menschliche Liebe und Erotik zum Inhalt. Mann und Frau besingen abwechselnd ihre Liebe zueinander, ihr Verlangen nach dem/der anderen und preisen die Schönheit der geliebten Person. Eine fortschreitende Handlung ist kaum auszumachen, vielmehr geht es um das wechselvolle Zusammenspiel von Begehren und Erfüllung, von Trennung und Vereinigung.
Dabei fällt auf, dass die weibliche Sprecherin wesentlich häufiger zu Wort kommt als ihr männliches Pendant. Auch strukturell stehen ihre Äußerungen an exponierter Stelle, da das Hohelied mit ihrem Sehnsuchtslied (Hld 1,2–4) beginnt und mit der Aufforderung an ihren Geliebten, zu ihr zu eilen (Hld 8,14), schließt. Ebenfalls inhaltlich präsentiert sich die Sprecherin als auffallend aktiv, stark und handlungsmächtig.
Die herausgehobene Stellung der Frau im Hohenlied ist bereits 1857 von Ginsberg festgestellt worden und von der feministischen Theologin Brenner als offener „Gynozentrismus“ bezeichnet worden.
Kennzeichnend für das Hohelied ist eine mehrdeutige, ausgesprochen bildhafte Sprache. Die Schönheit des/der Geliebten (z. B. Augen wie Tauben, Hld 4,1 ) oder der Liebesakt (z. B. Gang in den Garten, 4,12–5,1) werden in Metaphern gekleidet besungen, die in der Sprache und Kultur Israels, Ägyptens und des Vorderen Orients verankert sind.

## Auslegungstradition

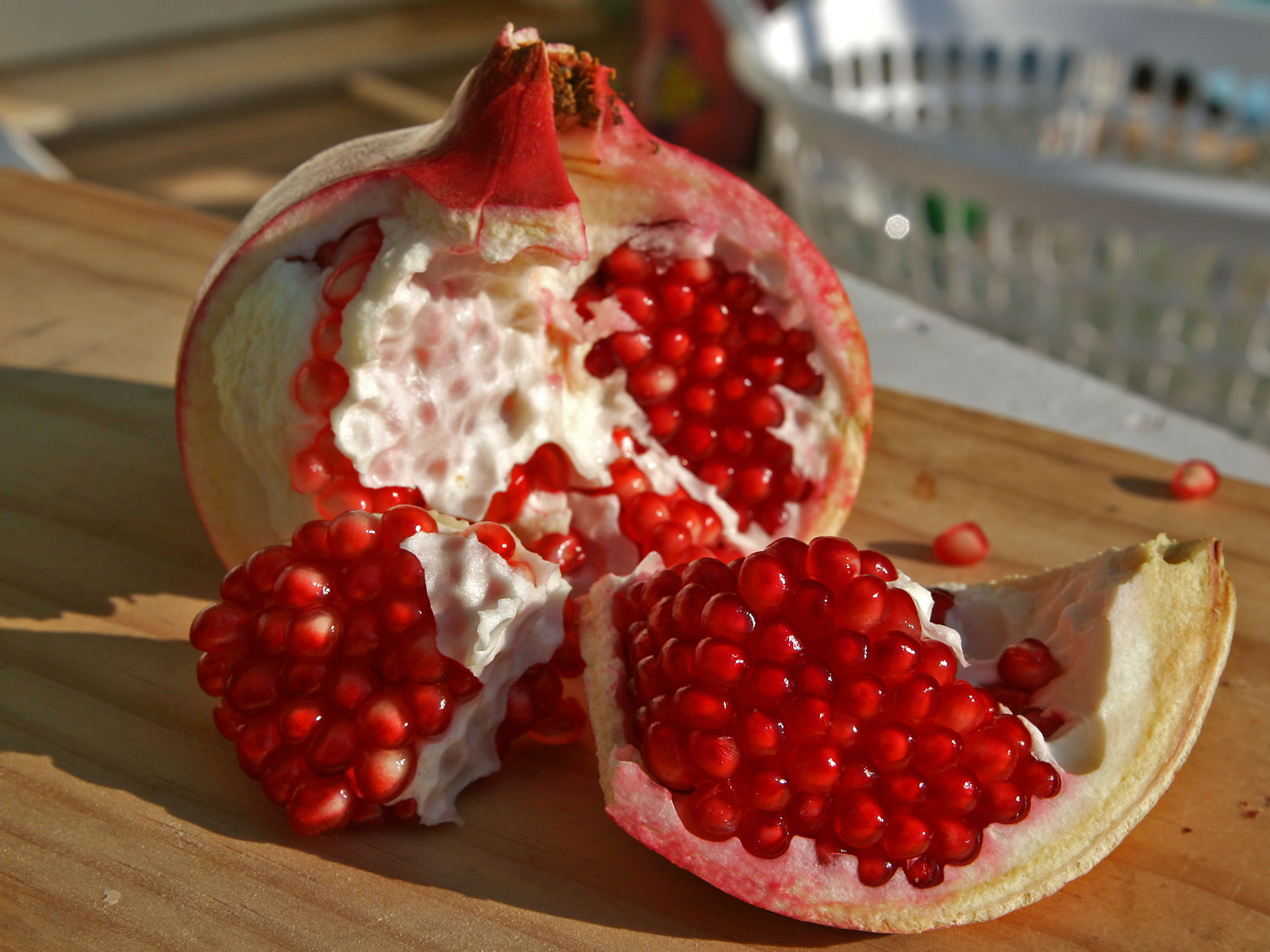
„Deine Lippen sind wie eine scharlachfarbene Schnur, und dein Mund ist lieblich. Deine Schläfen sind hinter deinem Schleier wie eine Scheibe vom Granatapfel.“ 4,3 – Der Granatapfel im Hohenlied Salomos 4,3.13; 6,7.11; 7,13—14; 8,2

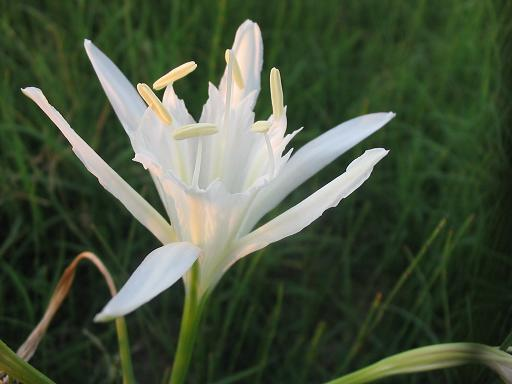
„Ich bin eine Blume in Scharon und eine Lilie im Tal.“ 2,1 – Bei der Dünen-Trichternarzisse könnte es sich um die im Hohenlied Salomos 2,1 erwähnte Blume handeln, die unter Namen wie „Rose von Scharon“ in Dichtung und Musik unter Bezugnahme auf das Hohelied häufig erwähnt wurde.

Als Verfasser des Hohenliedes wurde in der Antike der biblische König Salomo angenommen. Dies geht vermutlich darauf zurück, dass im Text Salomo selbst genannt wird (1,5; 3,7ff.; 8,11f.) und Salomo als Autor von 1005 Gedichten galt (1 Kön 5,12 ). Diese Verfasserzuschreibung wurde auch vom Mittelalter übernommen und hat bis heute Anhänger.
Gemäß der allegorischen Auslegungsmethode wurde in Antike und Mittelalter von Juden und Christen die erotische Annäherung, von der das Gedicht handelt, als Beschreibung der Liebe zwischen Gott und seinem auserwählten Volk (im Judentum) bzw. zwischen Christus und der Kirche als Braut Christi (im Christentum) interpretiert.

### Judentum
Die älteste Nachricht liefert der Talmud. Im Mischna-Traktat Jadajim (III-5) wird berichtet, dass die Synode von Jamnia (um 90 n. Chr.) zu entscheiden hatte, ob das Lied der Lieder in den Kanon der heiligen Schriften aufgenommen werden sollte. Der Anspruch der Kanonizität wurde von der Schule Hillels trotz des Widerspruchs von Schammai anerkannt.
Diese Interpretation wurde innerhalb des Judentums besonders entschieden von Rabbi Akiba im 2. Jahrhundert betrieben. Er interpretierte das Lied als eine Darstellung der Beziehung zwischen Gott und dem Volk Israel. Folglich verurteilte er entschieden eine weltliche, erotische Auslegung und einen entsprechenden gesanglichen Vortrag des Liedes. Diese Interpretation Akibas war über Jahrhunderte hinweg dominant. In ähnlicher Weise deuteten ihn auch der Targum zum Hohenlied zwischen 700 und 900 n. Chr. sowie spätere mittelalterliche Rabbiner wie Saadia Gaon, Schlomo ben Jizchak oder Abraham ibn Esra.

### Christentum

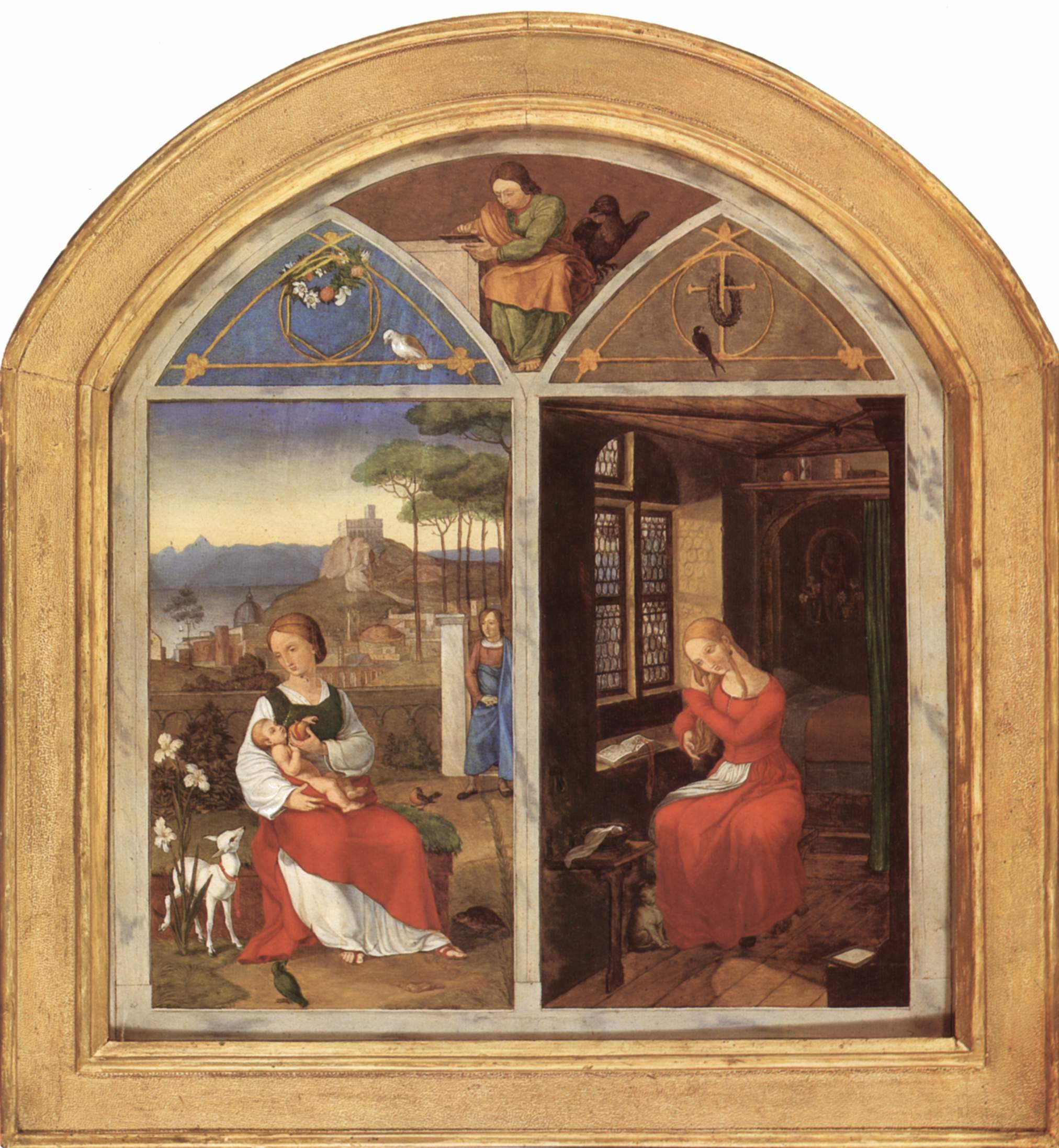
Franz Pforr, Maria und Sulamith (1811), Sammlung Georg Schäfer, Schweinfurt

Der Interpretationsstrang wurde vom Christentum fortgesetzt. Dabei handelte es sich beim Bräutigam meist um Christus und bei der Braut um die Kirche (so bei Hippolyt), um die Einzelseele (Origenes) oder um die Jungfrau Maria (Ambrosius von Mailand).
Da auch im christlichen Mittelalter Sulamith häufig als Repräsentation von Maria angesehen wurde, spielte das Hohelied eine herausgehobene Rolle in der Marienfrömmigkeit der christlichen Mystiker. In der Bildenden Kunst ist es häufig der Hortus conclusus, der als Bildmotiv auf das Hohelied anspielt und zu den marianischen Symbolen zählt. Das Motiv bezieht sich dabei auf die Textstelle Ein verschlossener Garten ist meine Schwester Braut, ein verschlossener Garten, ein versiegelter Quell (Hld 4,12 ).

### Aufklärung
Diese Deutung befand sich seit dem 18. Jahrhundert im Zuge der Aufklärung zunehmend in der Defensive. Vom Beginn des 18. bis in das 19. Jahrhundert lässt sich die „dramatische Hypothese“ verfolgen, die erstmals den Szenen- und Sprecherwechsel zwischen Frauen- und Männerstimme, Dialogen beider und chorischen Wir-Stücken in den Mittelpunkt rückte. Dabei blieb die genaue Abgrenzung der Einzelelemente jedoch immer kontrovers. Während Georg Wachter das Hohelied 1722 als ein szenisch abgeteiltes Singspiel in fünf Akten sah, interpretierte es Heinrich Ewald 1826 als Hirtenstück.
Gegen die traditionellen religiösen Deutungen und gegen ein rein weltliches Verständnis, wie es seit Herder und Goethe vorherrschte, nahm der jüdische Religionsphilosoph Franz Rosenzweig das Hohelied in Schutz: „Nicht obwohl, sondern weil das Hohe Lied ein ‚echtes‘, will sagen: ein ‚weltliches‘ Liebeslied war, gerade darum war es ein echtes ‚geistliches‘ Lied der Liebe Gottes zum Menschen. Der Mensch liebt, weil und wie Gott liebt. Seine menschliche Seele ist die von Gott erweckte und geliebte Seele.“
Während das Hohelied im Mittelalter sehr häufig kommentiert und als Predigtstoff verwendet wurde – herausragend hierfür sei Bernhard von Clairvaux genannt, spielt es in der heutigen Frömmigkeitspraxis der Großkirchen kaum noch eine Rolle.

## Literarische Adaption
Das Werk inspirierte Scholem Alejchem zu der Erzählung Schir-Ha-Schirim. Roman einer Jugend, geschrieben von 1909 bis 1911 und durchzogen von der Metaphorik des Vorbilds.

### Allgemein
- Das Lied der Lieder von Schelomo. Gustav Kiepenheuer Verlag, Leipzig und Weimar 1981 (aus dem Hebräischen übersetzt und nachgedichtet von Stefan Schreiner, mit Reproduktionen von 32 illuminierten Seiten aus dem Machsor Lipsiae); Neuausgabe unter dem Titel Das Hohelied. Lied der Lieder von Schelomo im Verlag der Weltreligionen, Leipzig und Frankfurt am Main 2007, ISBN 978-3-458-72001-0, und im selben Verlag, Berlin 2018, ISBN 978-3-458-24147-8.
- Ludger Schwienhorst-Schönberger (Hrsg.): Das Hohelied im Konflikt der Interpretationen (= Österreichische biblische Studien, Bd. 47). Peter Lang, Frankfurt am Main 2017, ISBN 978-3-631-68123-7.
- Ludger Schwienhorst-Schönberger: Das Hohelied der Liebe. Herder, Freiburg im Breisgau 2015, ISBN 978-3-451-31238-0.
- Henning Graf Reventlow, Peter Kuhn, Ulrich Köpf und Jean M. Vincent: Hoheslied I. Altes Testament II. Auslegungsgeschichte im Judentum III. Auslegungsgeschichte im Christentum III/1. Alte Kirche bis Herder III/2. Auslegungsgeschichte des 19. Jahrhunderts. In: Theologische Realenzyklopädie, Bd. 15, 1986, S. 499–514 (Einführung und Literatur).
- Othmar Keel: Art. Hoheslied. In: Neues Bibellexikon, Bd. 2: H – N. Benziger, Zürich und Düsseldorf 1995, ISBN 3-545-23075-9, Sp. 183–191.
- Marion Gardei, Andreas Nachama (Hrsg.): Das Hohelied. Übersetzung: Max A. Klausner, Deutsch, Hebräisch, inkl. jüdischer und christlicher Auslegungsgeschichte, Zeichnungen: Astrid Saalmann. Verlag Hentrich & Hentrich, Berlin 2016, ISBN 978-3-95565-180-0.
- Ernst Koch: Beobachtungen zum Umgang mit dem Hohenlied in der Theologie und Frömmigkeit des Luthertums im 16. bis 18. Jahrhundert. In: ders.: Studien zur Theologie- und Frömmigkeitsgeschichte des Luthertums im 16. bis 18. Jahrhundert. Herausgegeben von Matthias Richter und Johann Anselm Steiger. Spenner, Waltrop 2005, ISBN 3-89991-047-8, S. 285–306.

### Kommentare
- Marvin H. Pope: Song of Songs. A New Translation with Introduction and Commentary (= The Anchor Bible 7C). Doubleday, New York 1980, ISBN 0-385-00569-5.
- Gerhard Maier: Das Hohelied (= Wuppertaler Studienbibel.AT 29). Brockhaus, Wuppertal 1991, ISBN 3-417-25219-9.
- Othmar Keel: Das Hohelied (= Zürcher Bibelkommentare 18). 2., durchges. Aufl. Theol. Verl., Zürich 1992, ISBN 3-290-14739-8.
- Hans-Peter Müller, Otto Kaiser, James Alfred Loader: Das Hohelied, Klagelieder, Das Buch Ester (= Das Alte Testament Deutsch 16,2). 4., völlig neubearb. Aufl. Vandenhoeck & Ruprecht, Göttingen 1992, ISBN 3-525-51237-6.
- Walter Bühlmann: Das Hohelied (= Neuer Stuttgarter Kommentar 15). Kath. Bibelwerk, Stuttgart 1997, ISBN 3-460-07151-6.
- Levi ben Gershon (Gersonides): Commentary on Song of Songs (= Yale Judaica Series 28). Yale University Press, New Haven, Conn. 1998, ISBN 0-300-07147-7.
- Athalya Brenner, Carole R. Fontaine (Hrsg.): The Song of Songs. A Feminist Companion to the Bible (= The Feminist Companion to the Bible Series 2/6). Academic Press, Sheffield 2000, ISBN 1-84127-052-0.
- Duana Garrett: Song of Songs (= Word Biblical Commentary 23B). Nelson, Nashville 2004, ISBN 0-8499-0825-6.
- Yair Zakovitch: Das Hohelied (= Herders Theologischer Kommentar zum Alten Testament). Herder, Freiburg im Breisgau u. a. 2004, ISBN 3-451-26830-2.
- Richard S. Hess: Song of Songs (= Baker Commentary on the Old Testament Wisdom and Psalms). Baker Academic, Grand Rapids 2005, ISBN 0-8010-2712-8.

### Einzelstudien
- Athalya Brenner: Das Hohelied. Polyphonie der Liebe. In: Luise Schottroff, Marie-Theres Wacker (Hrsg.): Kompendium Feministische Bibelauslegung. Gütersloh 1999, S. 233–245.
- Katharina Elliger, Herbert Haag: Wenn er mich doch küsste …, das Hohe Lied der Liebe. 3. Auflage. Benziger, Solothurn 2001, ISBN 3-545-34121-6.
- Mary Timothea Elliott: The Literary Unity of the Canticle (= Europäische Hochschulschriften 23/371). Lang, Frankfurt am Main 1989, ISBN 3-631-42121-4.
- Jean Emmanuel de Ena: Sens et interprétations du Cantique des Cantiques. Sens textuel, sens directionnels et cadre du texte (= Lectio divina 194). Éd. du Cerf, Paris 2004, ISBN 2-204-07295-8.
- Stefan Fischer: Das Hohelied Salomos zwischen Poesie und Erzählung (= Forschungen zum Alten Testament, 72). Tübingen 2010.
- Meik Gerhards: Das Hohelied. Studien zu seiner literarischen Gestalt und theologischen Bedeutung (= Arbeiten zur Bibel und ihrer Geschichte 35). Leipzig 2010.
- Anselm C. Hagedorn (Hrsg.): Perspectives on the Song of Songs = Perspektiven der Hoheliedauslegung (= Beihefte zur Zeitschrift für die alttestamentliche Wissenschaft. 346). de Gruyter, Berlin / New York 2005, ISBN 3-11-017632-7.
- Hans-Josef Heinevetter: „Komm nun, mein Liebster, dein Garten ruft dich!“ Das Hohelied als programmatische Komposition (= Athenäums Monografien Theologie. Bonner biblische Beiträge, 69). Athenäum, Frankfurt am Main 1988, ISBN 3-610-09120-7.
- Matthias Hopf: Liebesszenen. Eine literaturwissenschaftliche Studie zum Hohenlied als einem dramatisch-performativen Text, Abhandlungen zur Theologie des Alten und Neuen Testaments (ATHANT) 108, Zürich 2016, ISBN 978-3-290-17858-1.
- Steven C. Horine: Interpretive Images in the Song of Songs. From Wedding Chariots to Bridal Chambers (= Studies in the Humanities, 55). Lang, New York u. a. 2001, ISBN 0-8204-5156-8.
- Othmar Keel: „Deine Blicke sind Tauben.“ Zur Metaphorik des Hohen Liedes (= Stuttgarter Bibelstudien 114/115). ISBN 3-460-04141-2.
- Jacques Nieuviarts u. a. (Hrsg.): Les nouvelles voies de l’exégèse. En lisant le Cantique des cantiques. XIXe congrès de l’Association Catholique pour l’Étude de la Bible (Toulouse, septembre 2001) (= Collection „Lectio divina“ 190). Éd. du Cerf, Paris 2002, ISBN 2-204-06932-9.
- George M. Schwab: The Song of Songs’ cautionary message concerning human love (= Studies in Biblical Literature 41). P. Lang, New York u. a. 2002, ISBN 0-8204-5566-0.
- P. W. T. Stoop-van Paridon: The Song of Songs. A Philological Analysis of the Hebrew book = Šīr haš-Šīrīm (= Ancient Near Eastern Studies Supplement 17). Peeters, Louvain 2005, ISBN 90-429-1638-9.
- Yvonne Sophie Thöne: Liebe zwischen Stadt und Feld. Raum und Geschlecht im Hohelied (= Exegese in unserer Zeit 22). LIT-Verlag, Berlin / Münster 2012, ISBN 978-3-643-11633-8.
- Christoph Uehlinger: Das Hohelied – Anthologie oder Dramaturgie? In: Welt und Umwelt der Bibel. Jg. 6, H. 21, 2001, S. 34–39.

### Wirkungsgeschichte
- The Targum of Canticles. Transl., with a critical introd., apparatus, and notes by Philip S. Alexander (= The Aramaic Bible 17A). Liturgical Pr., Collegeville, Minn. 2003, ISBN 0-8146-5453-3.
- Mark W. Elliott: The Song of Songs and Christology in the Early Church. 381-451 (= Studien und Texte zu Antike und Christentum 7). Mohr Siebeck, Tübingen 2000, ISBN 3-16-147394-9.
- Gregor von Nyssa: Der versiegelte Quell. Auslegung des Hohen Liedes. In Kürzung übertragen und eingeleitet von Hans Urs von Balthasar. 3., nach d. krit. Ausg. durchges. Aufl. Johannes-Verl., Einsiedeln 1984, ISBN 3-265-10283-1.
- Ann W. Astell: The Song of Songs in the Middle Ages. Cornell Univ. Press, Ithaca 1990, ISBN 0-8014-2347-3.
- Urban Küsters: Der verschlossene Garten. Volkssprachliche Hohelied-Auslegung und monastische Lebensform im 12. Jahrhundert (= Studia humaniora, Düsseldorfer Studien zu Mittelalter und Renaissance 2). Droste, Düsseldorf 1985, ISBN 3-7700-0802-2.
- Max Engammare: Qu’il me baise des baisiers de sa bouche. Le cantique des cantiques à la renaissance. Étude et bibliographie (= Travaux d’humanisme et renaissance 277). Droz, Genève 1993.
- Noam Flinker: The Song of Songs in English Renaissance Literature. Kisses of Their Mouths (= Studies in Renaissance Literature 3). Brewer, Cambridge u. a. 2000, ISBN 0-85991-586-7.
- Burkhard Dohm: Poetische Alchimie. Öffnung zur Sinnlichkeit in der Hohelied- und Bibeldichtung von der protestantischen Barockmystik bis zum Pietismus. Studien zur deutschen Literatur 154. Niemeyer, Tübingen 2000, ISBN 3-484-18154-0.
- John D. Baildam: Paradisal Love. Johann Gottfried Herder and the Song of Songs (= JSOTSup 298). Acad. Press, Sheffield 1999, ISBN 1-84127-022-9.
- Klaus Mayer: Wie schön ist deine Liebe. Bilder zum Hohenlied im Nationalmuseum der Biblischen Botschaft Marc Chagall in Nizza. 4. Aufl. Echter Verl., Würzburg 1990, ISBN 3-429-00857-3.
- Jürg Stenzl: Der Klang des Hohen Liedes – Vertonungen des „Canticum canticorum“ vom 9. bis zum Ende des 15. Jahrhunderts. Königshausen & Neumann, Würzburg 2008, ISBN 978-3-8260-3694-1.
- Das Hohe Lied in deutschen Liebesliedern. Auswahl und Nachwort von Gerhard Amanshauser, mit 15 Zeichnungen von Anton Lehmden. Sefer-Verlag, Wien 1929 (64 Seiten; enthält u. a. die Nachdichtung von Johann Wolfgang Goethe: Das Hohe Lied Salomons sowie Gedichte zum Hohen Lied von Johann Gottfried Herder, Matthias Claudius, Clemens Brentano, Heinrich Heine, Else Lasker-Schüler u. a.).
- Norbert Buske mit Beiträgen von Beate Bugenhagen und Matthias Schneider: Fromme barocke Sinnbilder in Farbe und Musik. Das Hohe Lied – Darstellungen an der Patronatsempore in Steinhagen (mit einer CD). Thomas Helms Verlag, Schwerin 2013, ISBN 978-3-940207-84-5.